# Partido judicial de Cuenca
El Partido judicial de Cuenca  es uno de los  cuatro partidos judiciales en los que se divide la  la provincia de Cuenca en la comunidad autónoma de Castilla-La Mancha, siendo el partido judicial n.º 1  de la provincia de Cuenca.
El ámbito territorial, que viene regulado por el Real Decreto 529/1983, de 9 de marzo, comprende los municipios de :
Abia de la Obispalía, Albaladejo del Cuende, Albalate de las Nogueras, Albendea, Alcalá de la Vega, Alcantud, Alcohujate, Algarra, Aliaguilla, Altarejos, Arandilla del Arroyo, Arcas del Villar, Arcos de la Sierra, Arguisuelas, Arrancacepas, Bascuñana de San Pedro, Beamud, Belmontejo, Beteta, Boniches, Buciegas, Buenache de la Sierra, Cañada del Hoyo, Cañamares, Cañaveras, Cañaveruelas, Cañete, Cañizares, Campillos-Paravientos, Campillos-Sierra, Canalejas del Arroyo, Carboneras de Guadazaón, Cardenete, Carrascosa, Casas de Garcimolina, Castejón, Castillejo-Sierra, Castillo-Albaráñez, Chillarón de Cuenca, La Cierva, Cuenca, Cueva del Hierro, Fresneda de Altarejos, Fresneda de la Sierra, La Frontera, Fuentelespino de Moya, Fuentenava de Jábaga, Fuentes, Fuertescusa, Garaballa, Gascueña, Graja de Campalbo, Henarejos, Huélamo, Huérguina, Huerta de la Obispalía, Huerta del Marquesado, Laguna del Marquesado, Lagunaseca, Landete, Las Majadas, Mariana, Masegosa, Mira, Mota de Altarejos, Moya, Narboneta, Olmeda de la Cuesta, Olmedilla de Eliz, Pajarón, Pajaroncillo, Palomera, La Parra de las Vegas, Portilla, Poyatos, El Pozuelo, Priego, Reillo, Salinas del Manzano, Salmeroncillos, Salvacañete, San Lorenzo de la Parrilla, San Martín de Boniches, San Pedro Palmiches, Santa Cruz de Moya, Santa María del Val, Sotorribas, Talayuelas, Tejadillos, Torralba, Tragacete, Uña, Los Valdecolmenas, Valdemeca, Valdemorillo de la Sierra, Valdemoro-Sierra, Valdeolivas, Valdetórtola, Las Valeras, Valsalobre, Valverde de Júcar, Vega del Codorno, Villaconejos de Trabaque, Villalba de la Sierra, Villar de Domingo García, Villar de Olalla, Villar del Humo, Villar del Infantado, Villar y Velasco, Villarejo de la Peñuela, Villarejo-Periesteban, Villas de la Ventosa, Villaverde y Pasaconsol, Víllora, Vindel, Yémeda, Zafrilla y Zarzuela.